# Am I Evil?
«Am I Evil?» (en español: «¿Soy malo?») es una canción de la banda de heavy metal inglesa, Diamond Head lanzado en su álbum debut de 1980 Lightning to the Nations.  La canción fue escrita por el vocalista Sean Harris y el guitarrista Brian Tatler y lanzada en Happy Face Records, un sello propiedad del productor Muff Murfin del estudio The Old Smithy de Worcester. La canción fue inmediatamente popular entre los círculos de heavy metal en Reino Unido en el momento de su lanzamiento, pero solo alcanzó la prominencia internacional después de que Metallica la versionó como un lado B en su sencillo "Creeping Death" en 1984; la versión fue relanzada en su álbum de versiones de 1998 Garage Inc.. La canción fue influenciada por "Symptom of the Universe" de Black Sabbath.

## Lanzamiento y recepción
La canción se lanzó originalmente en el debut de Diamond Head en 1980, Lightning to the Nations, pero luego también se volvió a grabar para su segundo álbum Borrowed Time. Previamente, en 1979, la banda ya había tocado la canción en una actuación televisada en el West Bromwich College, la cual su primera presentación en TV. Sigue siendo para muchos un favorito en vivo y todavía está incluido en la lista de canciones de la banda hasta el día de hoy. Sin embargo, Sean Harris se hartó de tocar continuamente "Am I Evil?", una de las razones por las que subió al escenario vestido como Grim Reaper durante su actuación en National Bowl.
La canción tiene raíces con Gustav Holst's, Mars, The Bringer of War (de The Planets Suite) y utilizó un riff, que se utilizó anteriormente "Ring of Fire" por The Eric Burdon Band en 1974.

## Versiones
La canción se hizo más famosa por la versión del grupo estadounidense Metallica,encontrada en el relanzamiento de 1988 y la versión japonesa de su álbum de estudio debut Kill 'Em All (la versión original del álbum carece de la inclusión del cover), aunque el cover se lanzó originalmente como un lado B del sencillo "Creeping Death" en 1984, y luego se lanzó en Garage Inc. en 1998. La canción también ha aparecido en el set en vivo de Metallica a lo largo de su carrera, a menudo en una versión más rápida y pesada. Hetfield también cambió el coro final de "Am I evil? Yes, I am" to "Am I evil? Yes, I fucking am!", Diamond Head ha declarado que los miembros de la banda se sienten halagados por la versión de Metallica y que los derechos de autor han permitido que la banda continúe.La banda Dokken también hizo un cover la canción.
En 2010 en The Big Four: Live from Sofia, Bulgaria, en un extenso homenaje a la canción, los miembros unidos de "Big Four of Thrash" - Metallica, Anthrax, Slayer y Megadeth - interpretaron la canción juntos. Con la exclusión de Tom Araya, Kerry King y Jeff Hanneman de Slayer, los miembros combinados de estas bandas interpretaron la primera mitad de la canción. La grabación fue lanzada más tarde en el DVD The Big 4 Live from Sofia, Bulgaria, También incluyeron otras bandas invitadas que interpretaron la canción como Ratt, Dokken, Exumer y David Lee Roth.
En la parte del Reino Unido del Festival Sonisphere, Bill Bailey usó la canción como una introducción a su set. Diamond Head ellos mismos también se presentaron en el festival.
En el juego The Neverhood, hay una escena en la que Klaymen tira de un alfiler que mantiene 2 mitades del Neverhood separadas cuando los lados se unen, una versión alterada del cover Metallica es jugado.

## Uso en cultura popular
La versión original de Diamond Head de la canción se incluye en los videojuegos de 2009 Guitar Hero: Metallica y Brütal Legend, así como en la película de 2009 Halloween II. Se incluye una versión de Metallica en el juego Rock Revolution como pista jugable.
La banda de parodia Beatallica grabó un mashup de "Am I Evil?" y "And I Love Her" de The Beatles titulado "And I'm Evil", en su álbum de 2009 Masterful Mystery Tour.